# Will County
Das Will County ist ein County im US-amerikanischen Bundesstaat Illinois. Im Jahr 2010 hatte das County 677.560 Einwohner und eine Bevölkerungsdichte von 312,5 Einwohnern pro Quadratkilometer. Der Verwaltungssitz (County Seat) ist Joliet.
Das Will County ist Bestandteil der Metropolregion Chicago.

## Geografie
Das County liegt im Nordosten von Illinois und im südlichen und südöstlichen Vorortbereich von Chicago. Es hat eine Fläche von 2200 Quadratkilometern, wovon 32 Quadratkilometer Wasserfläche sind.
Das County wird vom Kankakee River und dem Des Plaines River durchflossen, den beiden Quellflüssen des Illinois River, deren Zusammenfluss unmittelbar hinter der westlichen Grenze des County liegt. Weitere Wasserläufe sind der Du Page River, der Illinois and Michigan Canal und der Chicago Sanitary and Ship Canal.
An das Will County grenzen folgende Nachbarcountys:
| Kane County    | DuPage County   | Cook County           |
| Kendall County |                 | Lake County (Indiana) |
| Grundy County  | Kankakee County |                       |

### Naherholungsgebiete
Im County gibt es drei Naherholungsgebiete: Den 17.000 Morgen (69 km²) großen Midewin National Tallgrass Prairie, den Channahon State Park und die Des Plaines Fish & Wildlife Area.

## Geschichte
Das Will County wurde am 12. Januar 1836 aus Teilen des Cook County und des Iroquois County gebildet. Benannt wurde es nach Conrad Will, einem frühen Pionier, Politiker und Geschäftsmann, der seine Salzminen im Süden von Illinois mit Sklaven betrieb. Ein Gesetz erlaubte das Anmieten von Sklaven in anderen Bundesstaaten und deren Einsatz im sklavenfreien Illinois.

### Territoriale Entwicklung

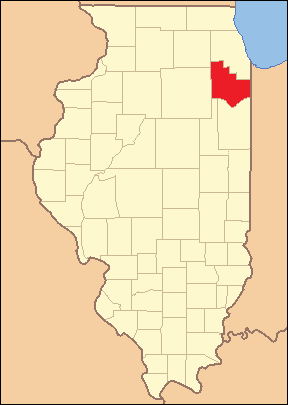
Das Will County von seiner Gründung im Jahr 1836 bis 1852
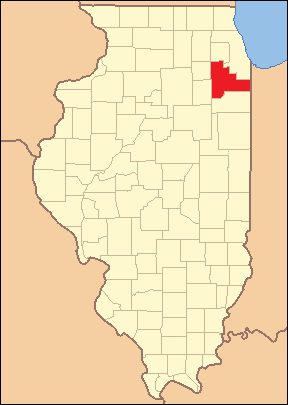
1853 bis heute

## Demografische Daten
Nach der Volkszählung im Jahr 2010 lebten im Will County 677.560 Menschen in 221.722 Haushalten. Die Bevölkerungsdichte betrug 312,5 Einwohner pro Quadratkilometer. In den 221.722 Haushalten lebten statistisch je 3,01 Personen.
Ethnisch betrachtet setzte sich die Bevölkerung zusammen aus 81,6 Prozent Weißen, 11,5 Prozent Afroamerikanern, 0,4 Prozent amerikanischen Ureinwohnern, 4,8 Prozent Asiaten sowie aus anderen ethnischen Gruppen; 1,7 Prozent stammten von zwei oder mehr Ethnien ab. Unabhängig von der ethnischen Zugehörigkeit waren 15,9 Prozent der Bevölkerung spanischer oder lateinamerikanischer Abstammung.
28,4 Prozent der Bevölkerung waren unter 18 Jahre alt, 61,9 Prozent waren zwischen 18 und 64 und 9,7 Prozent waren 65 Jahre oder älter. 50,3 Prozent der Bevölkerung war weiblich.

Das jährliche Durchschnittseinkommen eines Haushalts lag bei 76.453 USD. Das Pro-Kopf-Einkommen betrug 30.199 USD. 7,1 Prozent der Einwohner lebten unterhalb der Armutsgrenze.

## Ortschaften im Will County
Citys
| - Aurora1 - Braidwood - Crest Hill - Joliet2 | - Lockport - Naperville3 - Wilmington |

Villages
| - Beecher - Bolingbrook3 - Channahon4 - Coal City8 - Crete - Diamond4 - Elwood - Frankfort5 | - Godley4 - Homer Glen - Lemont9 - Manhattan - Matteson5 - Millington11 - Minooka10 - Mokena | - Monee - New Lenox - Orland Park6 - Park Forest6 - Peotone - Plainfield2 - Rockdale - Romeoville | - Sauk Village6 - Shorewood - Steger5 - Symerton - Tinley Park6 - University Park5 - Woodridge7 |

Census-designated places (CDP)
| - Crystal Lawns - Fairmont - Frankfort Square - Goodings Grove | - Ingalls Park - Lakewood Shores - Preston Heights - Willowbrook |

Andere Unincorporated Communities
| - Andres - Ballou - Custer Park - Eagle Lake | - Goodenow - Lorenzo - Polk - Ritchie | - Stateville - Wilton - Wilton Center |

| 1 – teilweise im DuPage, Kane und im Kendall County 2 – teilweise im Kendall County 3 – teilweise im DuPage County 4 – teilweise im Grundy County 5 – teilweise im Cook County 6 – überwiegend im Cook County | 7 – teilweise im DuPage und im Cook County 8 – überwiegend im Grundy County 9 – teilweise im Cook und im DuPage County 10 – teilweise im Kendall und im Grundy County 11 – teilweise im LaSalle und im Kendall County |

## Gliederung
Das Will County ist in 24 Townships eingeteilt:
| Township              | Einwohner (2010) | FIPS     |
| --------------------- | ---------------- | -------- |
| Channahon Township    | 10.322           | 17-12483 |
| Crete Township        | 23.774           | 17-17536 |
| Custer Township       | 1.430            | 17-18199 |
| Du Page Township      | 87.793           | 17-21241 |
| Florence Township     | 933              | 17-26519 |
| Frankfort Township    | 57.055           | 17-27631 |
| Green Garden Township | 4.010            | 17-31394 |
| Homer Township        | 39.059           | 17-35827 |
| Jackson Township      | 4.100            | 17-38076 |
| Joliet Township       | 87.398           | 17-38583 |
| Lockport Township     | 60.010           | 17-44238 |
| Manhattan Township    | 9.218            | 17-46370 |

| Township            | Einwohner (2010) | FIPS     |
| ------------------- | ---------------- | -------- |
| Monee Township      | 15.669           | 17-49958 |
| New Lenox Township  | 40.270           | 17-52597 |
| Peotone Township    | 4.431            | 17-59065 |
| Plainfield Township | 80.318           | 17-60300 |
| Reed Township       | 6.948            | 17-63108 |
| Troy Township       | 45.991           | 17-76212 |
| Washington Township | 6.263            | 17-79059 |
| Wesley Township     | 2.241            | 17-79865 |
| Wheatland Township  | 81.472           | 17-81035 |
| Will Township       | 1.821            | 17-81711 |
| Wilmington Township | 6.193            | 17-82114 |
| Wilton Township     | 841              | 17-82244 |

|  |